# Zeynab Jalalian
Zeynab Jalalian (Shahrestān di Maku, 10 marzo 1982) è un'attivista iraniana, imprigionata dal regime islamico.

## Biografia
Di etnia curda, viene arrestata nel marzo 2008 a Kermanshah e trasferita nel centro detentivo del Ministero delle informazioni e della sicurezza nazionale.
Processata a dicembre 2008, la Corte ha riconosciuto velocemente Jalalian colpevole e l'ha condannata a morte, con l'accusa di essere membro del Partito per la Vita Libera in Kurdistan.
Jalalian ha negato le accuse. In un'intervista al Centro per i diritti umani in Iran, pubblicata il 1º luglio 2010, l'avvocato iraniano Khalil Bahramian afferma che gli è impossibile visitare Zeynab in carcere.
Nel 2010, dopo essere stata incarcerata nella sezione 209 della prigione di Evin per cinque mesi, e dopo un incontro con il pubblico ministero di Teheran, Jalalian viene trasferito di nuovo nella prigione di Kermanshah; la Corte Suprema dell'Iran riduce la pena di Jalalian all'ergastolo.
Nell'aprile 2016, l'Alto commissariato delle Nazioni Unite per i diritti umani ha inviato una richiesta ufficiale alla Repubblica Islamica dell'Iran per rilasciare immediatamente Jalalian, poiché la privazione della sua libertà è arbitraria, viola la Dichiarazione universale dei diritti dell'uomo e la Convenzione internazionale sui diritti civili e politici.
Jalalian è stata sottoposta a torture da parte delle autorità iraniane e le è stato negato l'accesso a trattamenti e cure mediche specializzate nonostante il deterioramento della sua salute nel carcere di Khoy, nella provincia dell'Azerbaigian occidentale. Ha diverse complicazioni mediche, tra cui un problema cardiaco e una grave infezione dentale.
Il 10 novembre 2020 Jalalian informa la sua famiglia con una telefonata di due minuti che era stata trasferita nella prigione di Yazd e che era stata picchiata e abusata verbalmente lungo la strada.